# 人类性反应周期

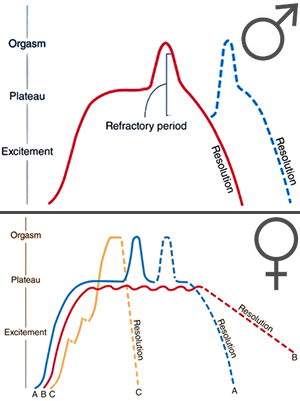
麥斯特與強生所提出的人类性反应周期

人类性反应周期是人类面對性刺激時的生理反應模型，共有四個階段，依序為興奮期（excitement phase）、持续期（plateau phase）、高潮期（orgasmic phase）及消退期（resolution phase）。此一模型是由麥斯特與強生於1966年的合著《人类性反應》中首次提出。接着不同的研究者亦相繼提出经改進的性反应模型。

## 兴奋期
兴奋期是人类性反应周期當中的首個階段，其是因像愛撫、親吻，觀看色情圖片般的生心理性刺激而導致的。當事人的身體在這個階段會為性行為作好準備，最終導致持续期的出現。

### 兩性表現
不論男女，進入興奮期時心率、呼吸頻率和血壓都會增加。2006年的一項調查發現，大約82％的年輕女性和52％的年輕男性在乳頭遭到直接刺激時，其性興奮度會增強。只有7-8％的人性興奮度会降低。大約50-75％的女性和25％的男性會在此階段會出現接近皮膚的血管充血，亦即稱为性潮红的表现。在較溫暖的環境下，性潮红較常會發生；低溫環境下則可能完全不会出現此一现象。性潮红通常會在性高潮發生不久後消失，但也有些例子是经歷2個小時后才会完全消失，有時性潮红會伴隨強烈的出汗反應。性潮红的消失次序與出現次序相反。

### 男性的兴奋期
當陰莖部分勃起時，男性就已進入興奮期，此一情況通常發生於其接受了幾秒鐘的性刺激之後。若男性的興奮期持續，勃起反應可能會部分消失，然后重新恢復。睾丸會提高至接近會陰的位置，以遷就勃起的陰莖。此一情況在進行過包皮環切術的男性中尤其明顯。阴囊在興奮期期間會變得緊張和增厚。男性的斑丘疹樣紅班皮疹的出現一般不像女性般持續，但通常始於上腹部，然後散佈至前胸壁，然後繼續波及頸部、臉部、前額、背部，有些則可能出現於肩膀和前臂。

### 女性的兴奋期
女性的兴奋期由持續幾分鐘至幾小时不等。兴奋期期間血管会充血，使得女性的陰蒂、小陰唇和陰道腫脹。期間陰道口周圍的肌肉会變得繃緊、子宮升高且增大。陰道壁開始產生潤滑液。同時乳房的大小会略有增加、乳頭變硬變直。女性可能會出現性潮红，當中斑丘疹樣紅班皮疹會先出現於乳房下方，然後蔓延到乳房、身體軀幹、臉部、手掌、腳底，有時甚至可能蔓延至全身。血管充血亦是兴奋期期間陰蒂和陰道壁變黑的原因。

## 持续期
“性持续期（sexual plateau phase）”是指性高潮之前的一段性興奮期。這一階段的特徵在於血液循環率和心率增加、性快感提升，肌肉張度進一步增加。此外呼吸速率亦维持在較高的水平。處於這階段的男女可能會不自覺地發出聲息。人們可能在長時間處於持续期而不踏入高潮期的情況下感到不滿。

### 男性的持续期
男性的尿道括約肌會在此階段中收縮（目的是防止尿液與精液混合，以及逆行射精），而陰莖根部的肌肉亦開始有節律地收縮。男性可能會於持续期中開始排出精液或尿道球腺液，睾丸會提高至更為貼近身體的位置。

### 女性的持续期
女性的持续期基本上是興奮期的延續。在持续期期間，陰蒂会變得非常敏感，並稍微退縮。前庭大腺分泌更多的潤滑液至陰道。陰道的外三分之一通常出現輕微的擴張、恥骨尾骨肌收縮、陰道口收窄。麥斯特與強生將持续期所發生的變化稱為性高潮平台。對於那些從未達至性高潮的人而言，持续期是性興奮的高峰。

## 高潮期
“性高潮期（sexual orgasm phase）”是指在性反應周期過程中所累積的性緊張的遽然釋放，導致在骨盆區有節奏性的肌肉伸縮及表徵於外的性愉悅。下骨盆肌肉會在此階段中收縮。此外女性的子宮和陰道亦會發生收縮。性高潮常伴隨着其他不自主的作為，包括身上多處區域的肌肉痙攣，典型欣快的滿足感，及頻次地發出聲息(如嘆息、喘息、低吟等)以及身體擺動。心率亦會進一步增加。

### 男性的高潮期
對於男性而言，性高潮常會伴隨射精。每次射出精液的同時會伴隨著一陣性愉悅感，相關愉悅感在陰莖和腰肉尤其強烈。下腰部可能會有另一些的感覺。第一和第二次收縮的感覺往往最為強烈，並會射出最大量的精液。射精量會在隨後的收縮中減少，愉悅感亦逐步減弱。

### 女性的高潮期
女性的表现有较大的个体差异。整體感覺類似於男性性高潮。女性性高潮常伴隨着陰道潤滑液增加、陰道壁收緊和愉悅感增加。部分女性會出現潮吹的現象，透明液體可能會從斯基恩氏腺中射出。

## 消退期
“性消退期（sexual resolution phase）”是在高潮后的阶段，當中人的肌肉會逐漸放鬆、血壓下降、身體從興奮狀態回復至平常水平。不應期是消退期的一部分，男性在此一階段往往不能再度達至高潮，此外女性亦可能有不應期。

### 男性的消退期
麥斯特與強生指出陰莖肿胀的消退有兩個不同的階段。在第一階段，陰莖從充分勃起的大小減少到未勃起狀態的50%。此一階段發生在不應期。陰莖的大小在第二階段會回復至未受刺激時的狀態。男性基本不可能在不應期當中再度達至高潮。他們亦認為不應期須在男性再度興奮前結束。

### 女性的消退期
麥斯特與強生認為所有的女性只要得到有效的刺激，就可以在短時間內做到多重性高潮。雖然一般來說，因為女性沒有不應期的緣故，故在短時間內可達到二次或多次的性高潮，但一些來源指出女性亦有不應期——女性也可能在高潮後的一段時間內，不能透過性刺激來使自己興奮。對於一些女性而言，高潮過後的陰蒂是十分敏感的，因此這時的額外刺激亦可能令其感到痛楚。由連串高潮所帶來的感覺可能會因刺激積累，而逐漸地加強，以及使人更為愉悅。

## 兩性之異同

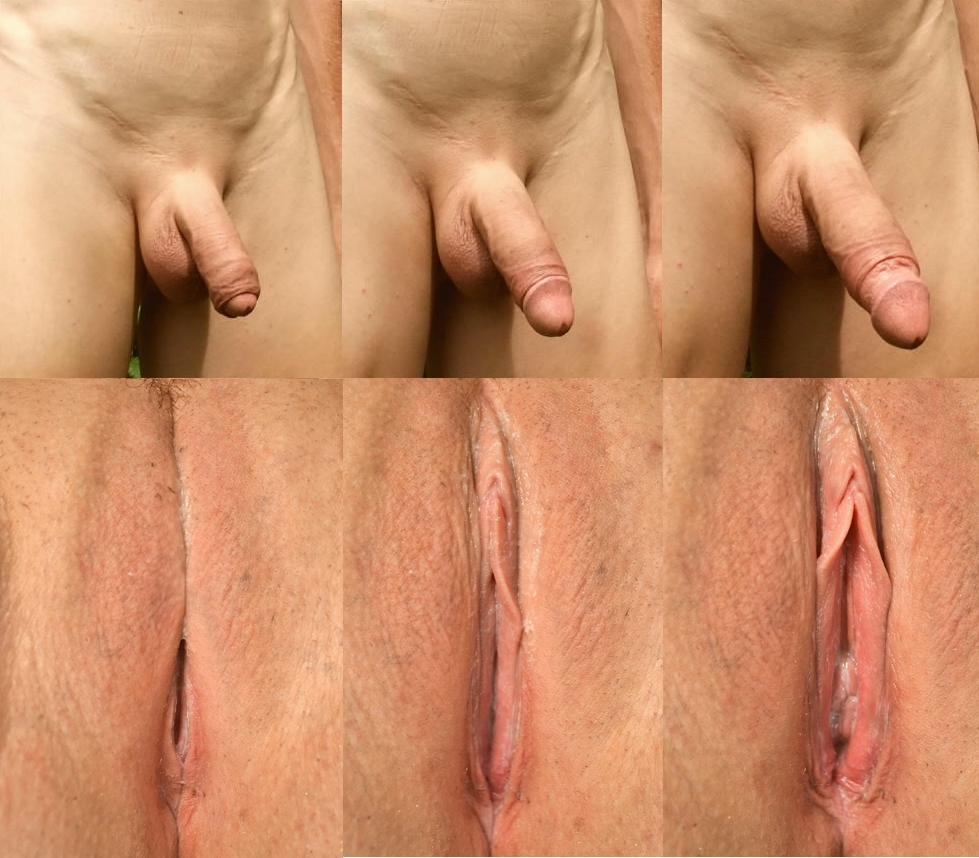
在性興奮期期間，生殖器內的血压會增加，導致陰莖（上方）、阴蒂和陰唇（下方）腫脹。

麥斯特與強生認為儘管兩性的性反應存有一些細微的差異，但兩者基本類似。不過其他研究者認為兩性的性反應有著很大差異。首先麥斯特與強生只為男性提出一個反應模型，但卻為女性提出了三個。他們表示男性的性反應僅在持續時間方面有所不同，因此即使提出多個反應模型，它們的圖像皆會如出一轍；而女性的性反应強度和持續時間皆有個體上的差異。而這些差異便成為了存在於麥斯特與強生的性反應模型的一項問題——一些心理學家指出並非所有女性的性反应都跟該模型一致，比如許多女性皆不能在性交過程中達至高潮。麥斯特與強生也把興奮期中的男性陰莖勃起和女性陰道潤滑劃上等號；此一聯繫已被羅伊·萊文（Roy Levin）所否定，因為陰莖和陰道在解剖學上並非同源；因此其指出能真正跟陰莖勃起劃上等号的是阴蒂腫脹。
另一些回應則指主觀性興奮和生殖器興奮之間缺乏一致性。一項由梅雷迪思·奇弗斯和J.邁克爾·貝里負責進行的研究顯示，男性的生殖器傾向於因特定類別的事物而興奮，而女性則相反。換句話說，即男性傾向於对偏好的性别產生性興奮；然而不論該性别是自己偏愛與否，女性的生殖器皆會有興奮反應。即使女性報稱只對一對男女从事性行为的描繪产生主觀性興奮也好，她們的生殖器亦会對男男性行為、女女性行為，以至動物交配的畫面產生興奮反應。
總括而言，麥斯特與強生的模型較能刻畫男性的性反应。

## 批評
儘管現時許多研究皆以麥斯特與強生的模型為依據，然而其對性反應階段的描述尚有不准確的地方。羅伊·萊文發現該模型未曾觸及的性反應便有數處。首先麥斯特與強生指出興奮期時只有陰道分泌潤滑液；而萊文則認為陰唇亦會分泌之。萊文還引用了一項研究，指出女性生理性興奮的第一個徵兆是更多血液流向陰道，而不是分泌潤滑液。他還反對麥斯特與強生「愉悅感與射精量成正比」的觀點——羅森伯格（Rosenberg）、哈扎德（Hazzard）、塔爾曼（Tallman）和奧爾（Ohl）以問卷調查了一組男性，結果發現與射精量相比，愉悅感較跟射精強度有關。此外一些研究者亦發現一些男性能實現多重性高潮，儘管麥斯特與強生已提及過相關例子。
一些研究者批評麥斯特與強生對性反应的描述只限於生理上的。比如埃弗拉德（Everaerd）和拉安（Laan）發現，男女的性興奮皆可定義為一種情感狀態。一些则指出主觀性興奮和生殖器興奮之間缺乏一致性。羅斯瑪麗·巴森（Rosemary Basson）認為此一模型很難解釋女性的性反应，特别是處於長久戀愛關係中的女性。

## 其他模型
麥斯特與強生的合著《人類性反應》面世後不久，便陸續有學者批評他們所建構的模型。性治療師海倫·辛格·卡普蘭認為他們兩人只以生理學角度來看待人類的性反應，而忽視了人類的心理、情感和認知。她為此提出了自身所建構的性反應模型，其依序為慾望期、興奮期和高潮期。她認為以上三個階段是互相聯繫的，儘管神經生理機制會有所不同。保羅·羅賓遜（Paul Robinson）則認為興奮期和持續期是同一回事，並批評麥斯特與強生沒有明確界定興奮期何時結束，以及持續期何時開始。
一些研究者亦提出了「诱因-动机模型」（incentive-motivation model）此一性反應模型，其指性慾來自性反應系統與環境刺激之間的互動。研究者認為此一模型支持性慾不是自發产生的觀點。此外其亦意味著並非當事人的性慾誘使其發生性行為，而是性行為誘發當事人的性慾。羅斯瑪麗·巴松（Rosemary Basson）提出了另一套的性反應模型，她認為線性的性反應模型儘管能很好地解釋男性的性反應，但對女性性反應的解讀則顯得不合適。她為此提出了「循环模型」（circular model）。她表示對伴侶的親近和依戀會使性刺激的效果增強，引發更強的性興奮，並最終可能會達至高潮。這種正面的性興奮體驗會使女性的性慾得以延存，其跟伴侣的親密度亦因此而增加。另外一些研究者試圖以巴松的模型來預測女性的性功能，但最终结果存有矛盾。一項由賈爾斯（Giles）和麥凱布（McCabe）負責進行的研究顯示，與循环模型相比，線性模型更能準確预测女性的性功能（和性障礙）。不過一旦修改循环模型的路径，其便成為了準確預測性功能的指標。另一項以馬來西亞女性为研究对象的研究則發現，循环模型事實上是女性性欲和性興奮的準確預測指標。

## 性功能障碍
麥斯特與強生的人類性反應週期為男女性功能障礙的研究和分類奠基。性功能障礙可分為四大類：性慾障礙、興奮障礙、性高潮障礙以及性疼痛障碍；以上分類仍存於DSM-IV-TR中。然而近年的研究表明，目前的性反應模型需要修改，以更好地處理上述性功能障礙。部分原因在於女性性功能障礙之間存有很大的重疊。一項以女性性慾低落障礙患者为对象的研究發現，當中41%伴有至少一种其他类型的性功能障礙，首三類全患上的亦有18%（亦即同時患上性慾障礙、性興奮障礙及性高潮障礙）。
另一項問題在於女性的性慾和性興奮之間存有不一致。辛西婭·格雷厄姆（Cynthia Graham）在仔细研究女性性興奮障礙後發現，一些女性報稱其性慾的產生一時会先於性興奮，一時則相反；而後者則跟麥斯特與強生的模型相違。由於性慾低落障礙與女性性興奮障礙之間的共病率很高，所以她意圖將它們兩者合拼之，統合成「性興趣/興奮障礙」。哈特曼（Hartmann）等人總結了他們對當前性反應週期模型的觀點，並得出結論：「若只簡單地擴展和延續DSM-IV的標準及傳統反應週期分類系統，那麽診斷分類和亞型則永遠不可能充分反映女性真實的性問題」。